# Eiskunstlauf-Europameisterschaft 1900
Die 8. Eiskunstlauf-Europameisterschaft fand am 21. Januar 1900 in Berlin statt.

## Ergebnis

### Herren
| Platz | Sportler       | Land            |
| ----- | -------------- | --------------- |
| 1     | Ulrich Salchow | Schweden        |
| 2     | Gustav Hügel   | Österreich      |
| 3     | Oscar Holthe   | Norwegen        |
| 4     | Johan Lefstad  | Norwegen        |
| 5     | Franz Zilly    | Deutsches Reich |

Punktrichter:
- I. von Forssling  Schweden
- J. Olbeter  Schweiz
- A. Schiess  Deutsches Reich
- H. Ehrentraut  Deutsches Reich
- Kurt Dannenberg  Deutsches Reich

## Quelle
- European figure skating championships 1900–1909. Skatabase, archiviert vom Original am 11. Oktober 2008; abgerufen am 18. Mai 2018 (englisch).